# Semotrachia hortulana
Semotrachia hortulana är en snäckart som beskrevs av Alan Solem 1993. Semotrachia hortulana ingår i släktet Semotrachia och familjen Camaenidae. Inga underarter finns listade i Catalogue of Life.